# 楊霈 (清朝)
楊霈（1790年—？），字徽肃，号慰農、云石，漢軍镶黄旗人。清朝政治人物，进士出身，官至湖廣總督。

## 生平
早年為監生。道光二年（1822年）中舉人，道光九年（1829年）成進士。以知縣即用，分發四川。歷署敘州府屏山縣、隆昌縣及重慶府巴縣，道光十三年（1833年）實授巴縣知縣。道光十五年（1835年）因病解任，不久丁母憂回旗。
道光十七年（1837年）服闕後，坐補原缺後以知州用，次年署茂州直隸州知州，又署重慶府綦江縣知縣、潼川府中江縣知縣。次年再任巴縣知縣。道光二十年（1840年）任保寧府劍州知州，委赴馬邊雷波越巂峩邊屏山各廳縣辦理邊防事務。道光二十一年（1841年）委署敘州府馬邊廳同知。道光二十二年（1842年），發往廣東以知府差遣委用，籌辦外海內河各礮臺，任廣東肇慶府知府，護理廣東督糧道，兼署廣州府知府。道光二十七年（1847年）升浙江督糧道、長蘆鹽運使。
咸豐三年（1853年），太平軍勢如破竹，楊霈奉命帶兵協同防堵，授直隸布政使，在勝保軍營辦事，加二品頂戴。同年任順天府尹。次年馳往河南協同巡撫英桂辦理防勦事宜，授湖北巡撫，兼署湖廣總督。
咸丰五年，陈玉成等率部西進，击溃杨霈所部清军万余人于广济。楊霈戰敗，是根本沒見到太平軍，“亂民一呼，而萬眾瓦解”。德安（今安陸），漢陽、漢口皆陷，西安将军扎拉芬战死，巡撫陶恩培以下，大半殉難，朝廷以“坐視不救”罪撤杨霈之职，以荆州将军官文接任。

## 家族
- 曾祖杨天柱，山西参将；
- 祖杨廷璋，体仁阁大学士，谥勤慤；
- 父杨長棟，江南徐州镇总兵；
- 子楊德煦，郎中。